# 周山 (河南山峰)
周山是中国河南省的一座山。

## 山名由来
周山西起崤山，经洛宁、渑池、宜阳、新安，东止洛阳，长达180多公里。
洛阳是东周王城，在市区西南侧的周山上有东周王陵，周代称冢为山，故名曰周山。山上东侧有三个相邻的王冢，据传说这应为敬王、悼王、定王的陵墓，故名“周三王陵”，西侧更为雄伟的孤冢则为周灵王陵，根据《水经注》中所记载：“洛水流经周山，上有周灵王陵”，周山也是洛阳扼阻关陇的咽喉之地。

## 周山近况
2003年10月位于洛阳高新技术开发区的周山森林公园建成，公园总面积10800余亩，定位为自然景观和人文景观相结合的公益性城市森林公园。